# Ann Buvens
Ann Buvens (Antwerpen, 1983) is een Belgische interieurarchitect en docent ontwerpwetenschappen.

## Studie en Loopbaan
Buvens studeerde interieurarchitectuur aan het Nationaal Hoger instituut voor Bouwkunst en Stedenbouw (NHIBS), Universiteit Antwerpen. Ze  kreeg les van onder andere interieurarchitect Paul ibens, kunstenaar Walter Leblanc en meubelontwerper Pieter De Bruyne. Na haar studies werkte Buvens samen  met verschillende architecten zoals Ferre Verbaenen, Boud Rombouts, Christine Conix en Werner De Bondt. Ze realiseerde in eigen regie ook verscheidene projecten in zowel binnen- als buitenland. 
Buvens was docent ontwerpen tussen 1989 en 1993 bij het Provinciaal Hoger Instituut voor Architectuur en Toegepaste Kunsten (PHAI), de huidige Universiteit Hasselt. Sinds 1994 geeft ze begeleiding ontwerp aan de Faculteit Ontwerpwetenschappen van de Universiteit Antwerpen. In 2007 startte Buvens samen met interieurarchitect Iris Van der Schueren het ontwerpbureau ‘Buvens. Van Der Schueren bvba’ op. Het bureau was actief in totaalinrichting/totaalrenovatie waaronder o.a. kleuradvies, accessoires, schilder- of behangwerken, vloerbekleding, meubels (op maat). 

## Tentoonstellingen (selectie)
- 1988: Deelname ‘Jonge interieurontwerpers’, Museum voor Sierkunsten (Design Museum Gent) te Gent
- 1996: Deelname ‘50 jaar interieurarchitectuur’[3], hogeschool Antwerpen, Henry van de Velde-instituut